# Norman Rosenthal

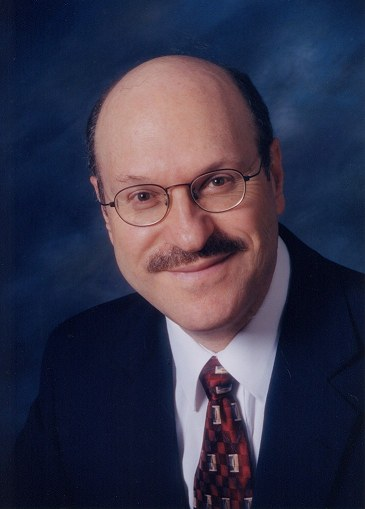
Norman E Rosenthal.

Norman E Rosenthal, född 1950 i Johannesburg, är en sydafrikansk psykiater, forskare och författare verksam i USA. På 1980-talet beskrev han för första gången årstidsbunden depression (SAD) och introducerade ljusterapi för att behandla problemet.